# David Crystal
David Crystal (* 6. června 1941, Lisburn, Severní Irsko, Velká Británie) je britský jazykovědec a spisovatel.

## Životopis
Crystal se narodil ve městě Lisburn v Severním Irsku. Vyrůstal v Holyhead, v Severním Walesu a následně v anglickém Liverpoolu, kde od roku 1951 navštěvoval St Mary's College.
Crystal studoval mezi lety 1959 a 1962 obor anglický jazyk na univerzitě v Londýně. Později byl po dobu jednoho roku výzkumným pracovníkem v týmu Randolpha Quirka a pracoval na výzkumu užití anglického jazyka. Přednášel na univerzitách v Bangoru a Readingu. Na univerzitě v Bangoru mu byl udělen titul čestný profesor lingvistiky. Mezi oblasti jeho akademického zájmu patří proces učení se anglickému jazyku a výuka anglického jazyka, klinická lingvistika, forenzní lingvistika, zánik jazyka, hra s jazykem, stylistika anglického jazyka, Shakespeare, indexování a lexikografie. Je patronem Mezinárodní asociace učitelů anglického jazyka (International Association of Teachers of English as a Foreign Language) a čestným viceprezidentem Společnosti editorů a korektorů (Society for Editors and Proofreaders). Byl rovněž aktivním editorem nakladatelství Cambridge University Press.
David Crystal nyní žije se svou ženou v Holyheadu. Má čtyři dospělé děti. Jeho syn Ben Crystal je také spisovatel a byl spoluautorem dvou Crystalových knih. Po letech intenzivní akademické činnosti odešel David Crystal do důchodu a nyní pracuje jako spisovatel, editor a poradce. V roce 1995 mu byl udělen Řád britského impéria a v roce 2000 se stal členem státní akademie Spojeného království.

## Autorství
Crystal je autorem, spoluautorem a editorem více než 120 knih na nejrůznější témata, specializuje se mimo jiné na psaní a editování příruček. Mezi jeho díla patří jazyková encyklopedie s názvem Cambridge Encyclopedia of Language (1987, 1997, 2010) a encyklopedie anglického jazyka nazvaná Cambridge Encyclopedia of the English Language (1995, 2003). Podílel se na vzniku slovníku s názvem Cambridge Biographical Dictionary, encyklopedií Cambridge Factfinder, Cambridge Encyclopedia a New Penguin Encyclopedia (2003). Prováděl rovněž korektury literárních děl a je patronem britské národní asociace gramotnosti (the UK National Literacy Association). Vydal také několik knih o lingvistice a anglickém jazyce pro běžné čtenáře, které se vyznačují nejrůznějšími grafickými podobami a obsahují krátké články, které vysvětlují složitou problematiku jazyka velmi srozumitelným způsobem.
Crystal předpokládá, že se angličtina v celosvětovém měřítku bude dělit na různé varianty, ale zároveň sjednocovat. Že regionální varianty angličtiny se budou od sebe čím dál více lišit, a proto bude potřeba, aby vznikla angličtina, kterou sám nazývá „světovým standardem mluvené angličtiny" (World Standard Spoken English). Ve své knize The Stories of English (volně přeloženo: Příběhy angličtiny), která popisuje historii anglického jazyka, zdůrazňuje jakou hodnotu přikládá jazykové různorodosti a vyzývá k respektování regionálních variant angličtiny, které jsou někdy pokládané za „nestandardní formy“. Je zastáncem nové oblasti studia jazyka, kterou je tzv. internetová jazykověda (Internet linguistics).
Jeho díla, která se netýkají jazykovědy, zahrnují básně, divadelní hry a životopisy.

## Aktivita spojená se ztvárňováním Shakespearovy tvorby
Jako expert v oblasti vývoje anglického jazyka byl Crystal mezi lety 2004 a 2005 zapojen do procesu ztvárňování Shakespearovských her v divadle Globe v rámci projektu "Original Pronunciation", jehož cílem bylo ztvárnit hry s použitím výslovnosti, která se byla aktuální v době, kdy Shakespeare hry psal. Crystalova role byla trénovat herce v dobové výslovnosti.